# Enragée ?
Enragée ? est une nouvelle de Guy de Maupassant parue en 1883.

## Historique
Enragée ? a été initialement publiée dans la revue Gil Blas du 7 août 1883 sous le pseudonyme Maufrigneuse, puis dans le recueil  Le Rosier de Mme Husson (1888).

## Résumé
Une jeune mariée écrit une lettre à une amie pour raconter son voyage de noces et lui reprocher de ne pas l’avoir avertie de ce qui l’attendait lors de la première nuit avec son mari.
Le soir de ses noces, en quittant le domicile de ses parents, elle est mordue au nez par un petit chien. Arrivée à l'hôtel à Dieppe, elle retarde autant que faire se peut le moment fatidique, mais rien n'y fait, la première nuit est un fiasco. Innocente, elle ne comprend pas ce que veut son mari et elle s’enfuit presque nue de la chambre nuptiale. 
Quand ils arrivent à Pourville, elle apprend qu’une femme est morte de la rage, mordue par son chien. Aussitôt, la jeune mariée s’imagine qu’il en ira de même pour elle. Elle va prier à l’église, elle s’abandonne dans les bras de son mari pour le plus grand bonheur de ce dernier, elle demande conseil au pharmacien, elle écrit à sa mère pour savoir si le chien va bien.
Son imagination l'empêche de dormir, au bout de quatre jours, elle n'en peut plus, elle fait une crise qu'elle croit être de rage. Elle est sauvée par sa mère qui lui amène le chien. Il n'a rien, elle n'a rien.

## Éditions
- Enragée ? dans Maupassant, contes et nouvelles, texte établi et annoté par Louis Forestier, Bibliothèque de la Pléiade, éditions Gallimard, 1974  (ISBN 978-2-07-010805-3).